# М'який португальський стиль

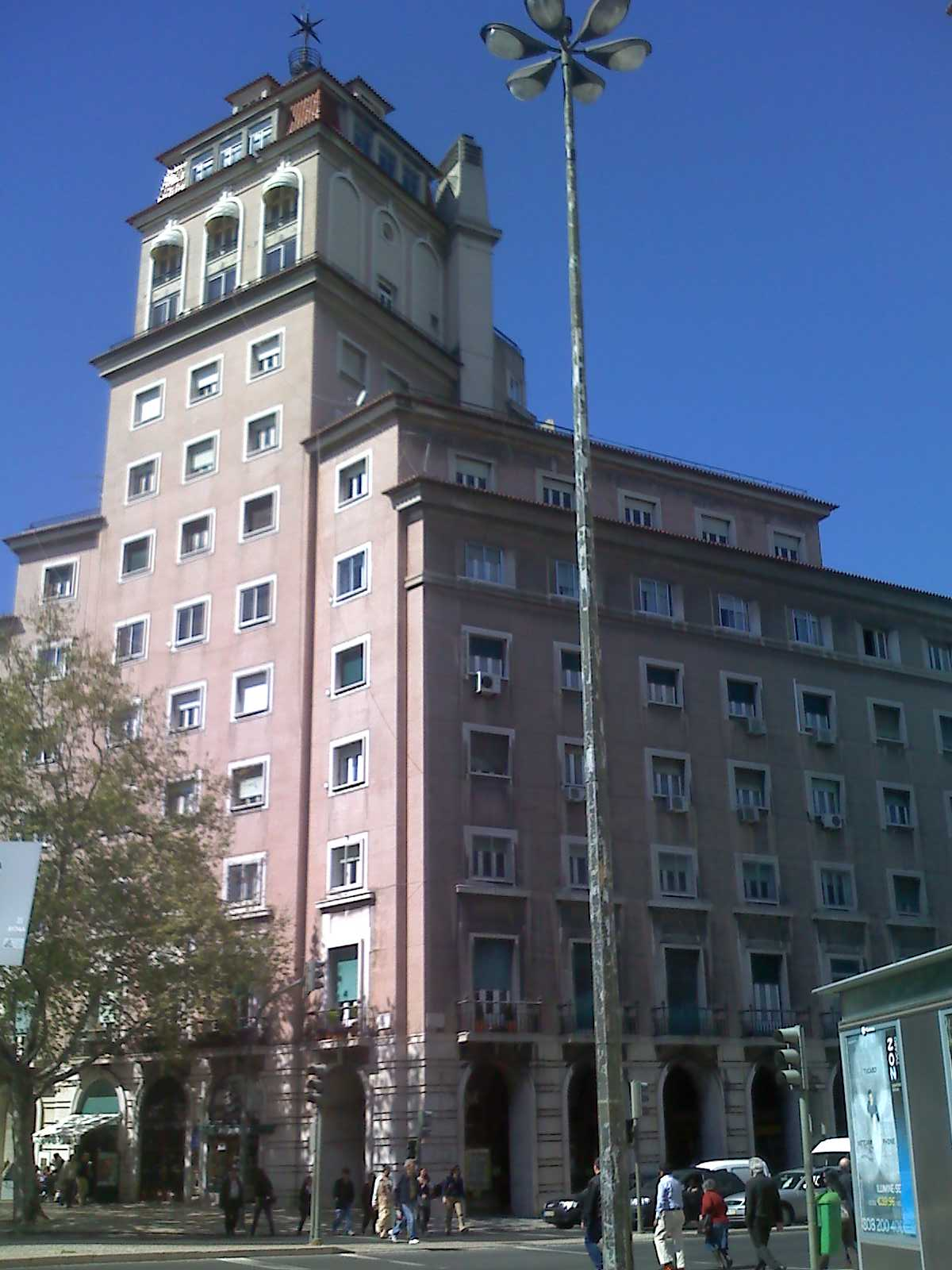
Будівля на площі Арейро в Лісабоні

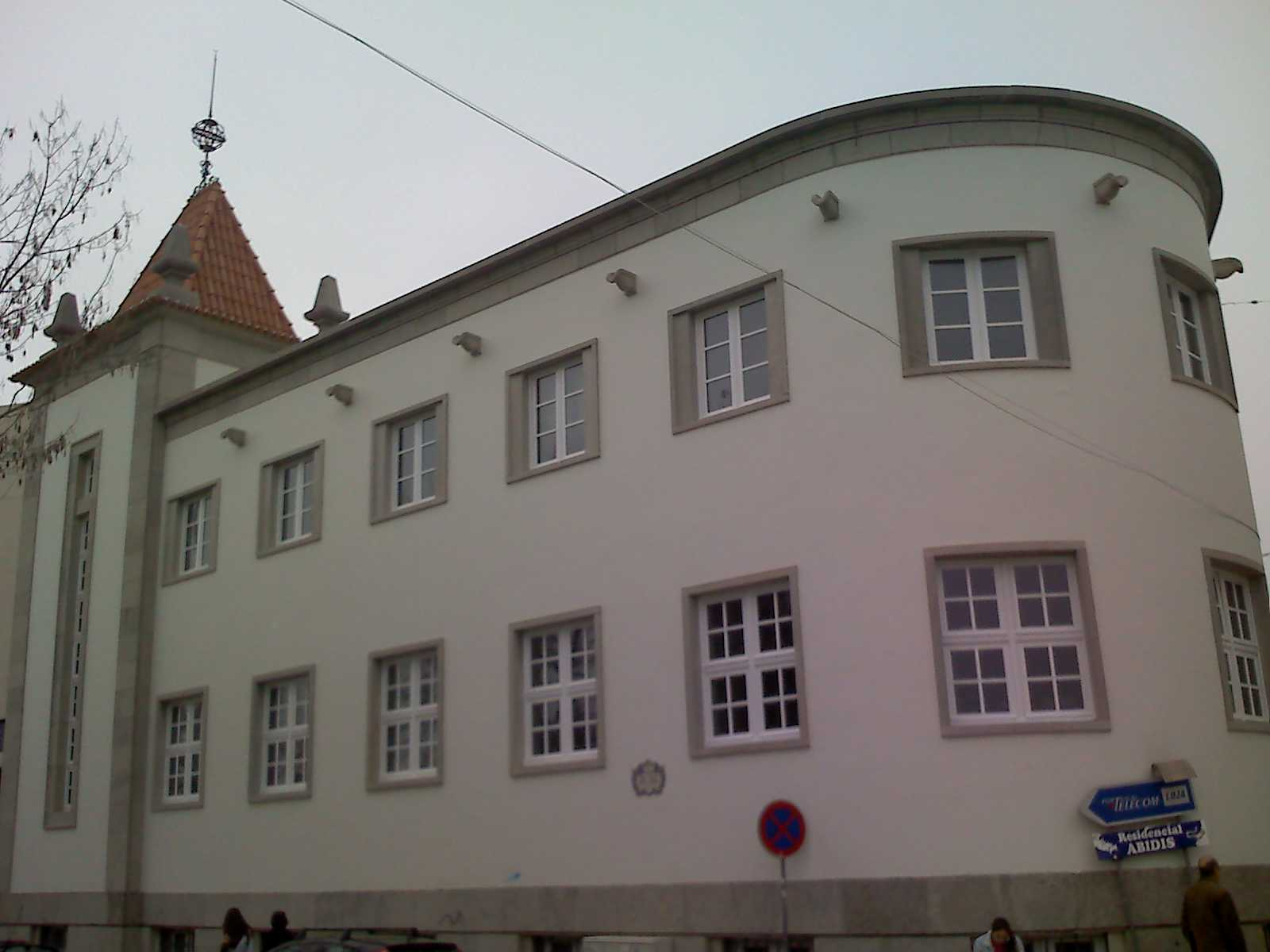
Будівля відділення банку в Сантаремі

М'який португальський стиль (порт. Estilo Português Suave) — це архітектурна модель, що використовується в державних та приватних будівлях Португалії, 1940-1950 рр. Цей архітектурний стиль також відомий як Націоналістичний стиль, Традиціоналістичний стиль та Стиль Нової Держави, але останнє не дуже вірне, оскільки під час Нової Держави популярними були різноманітні архітектурні стилі. 

## Історія
М'який португальський стиль став результатом ідей кількох португальських архітекторів, початку ХХ століття, прагнули створити «справжню португальську архітектуру». Одним із наставників цього стилю був архітектор Рауль Ліну, творець теорії «португальського будинку». Новостворений архітектурний стиль використовував модерністські інженерні характеристики із сумішшю елементів, запозичених з античної та традиційної архітектури Португалії. 
Португальська Нова держава, авторитарний націоналістичний режим, що виник внаслідок революції 1926 року і очолюваний Олівейрою Салазаром, з 1930-х років розпочав широкомасштабну політику громадських робіт. Спочатку в нових громадських будівлях панував монументальний модерн, характерний для ар деко. Однак після Португальської Світової Виставки 1940 року, головним архітектором якої був Жосе Коттінеллі Тельму, уряд Португалії почав віддавати перевагу націоналістичному стилю. Цей стиль застосовувався у всіх типах громадських будівель — від невеликих сільських початкових шкіл до великих середніх шкіл та університетських містечок, військових казарм, судів, лікарень, ратушей тощо. 
Крім Португалії, широко використовувався і на португальських територіях Африки, Азії та Океанії. Стиль був також дуже популярний у приватному секторі, його застосовували у всіх типах будинків, починаючи від невеликих сімейних до багатоквартирних, готелів, офісних, комерційних та промислових будівель. 
Стиль зазнавав нападок великої кількості молодих архітекторів, які звинувачували його у провінційності та відсутності уяви. Відома назва м'якого португальського стилю «португальський Суаве» була дана йому іронічно критиками, які порівнювали його з однойменною маркою сигарет. Найбільший удар по стилю був завданий 1-м Португальським національним конгресом архітектури 1948 року, що сприяло поступовій відмові від його використання. З середини 50-х років громадські роботи, що фінансуються державою, почали використовувати більш модерністські архітектурні стилі. 
Незважаючи на критику багатьох інтелектуалів, португальський м'який стиль виявився популярним, відповідаючи смакам частини португальського народу. Його характеристики, хоча й з меншою силою, повернулися і їх можна побачити у численних приватних будівлях, побудованих з 1990-х років. 

## Характеристика
У типових спорудах м'якого португальського стилю Suave використані сучасні інженерні прийоми, бетонні конструкції з високою якістю збірки. Однак, на відміну від модерністичних будівель, техніки та лінії приховувались за допомогою орнаментальних елементів. 
Ці орнаментальні елементи були запозичені як із світової архітектури XVI–XVIII століть, так і  і від регіональних португальських архітектурних стилів. Як правило це: необроблений камінь, черепичні дахи, пінки, пілястри, балкони тощо. У багатьох, особливо більшої будівлі, також були арки та вежі, увінчані націоналістичними символами, такими як армілярні сфери.  

## Галерея

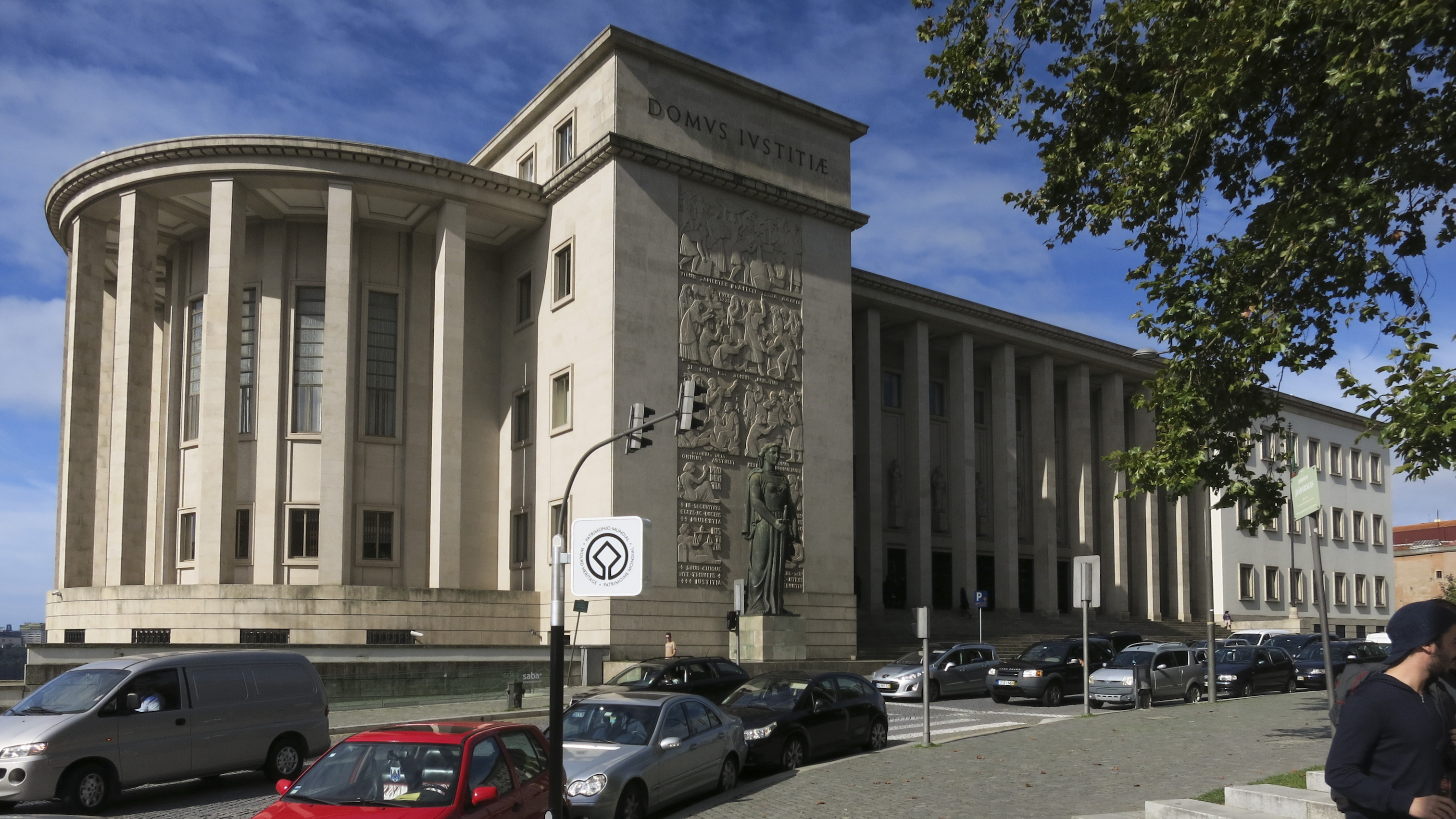
Палац юстиції, Порту
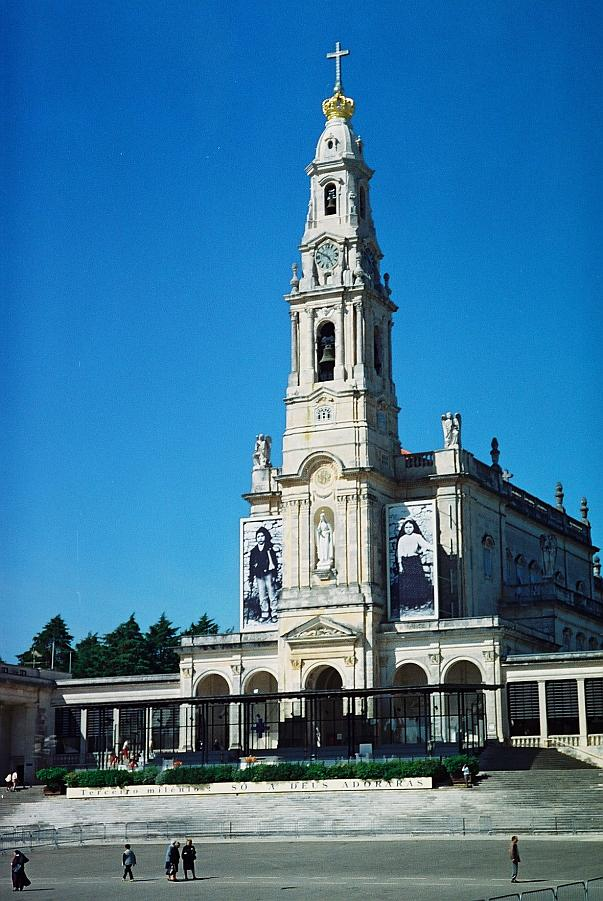
Базиліка Носса Сеньйора ду Росаріу, Фатіма
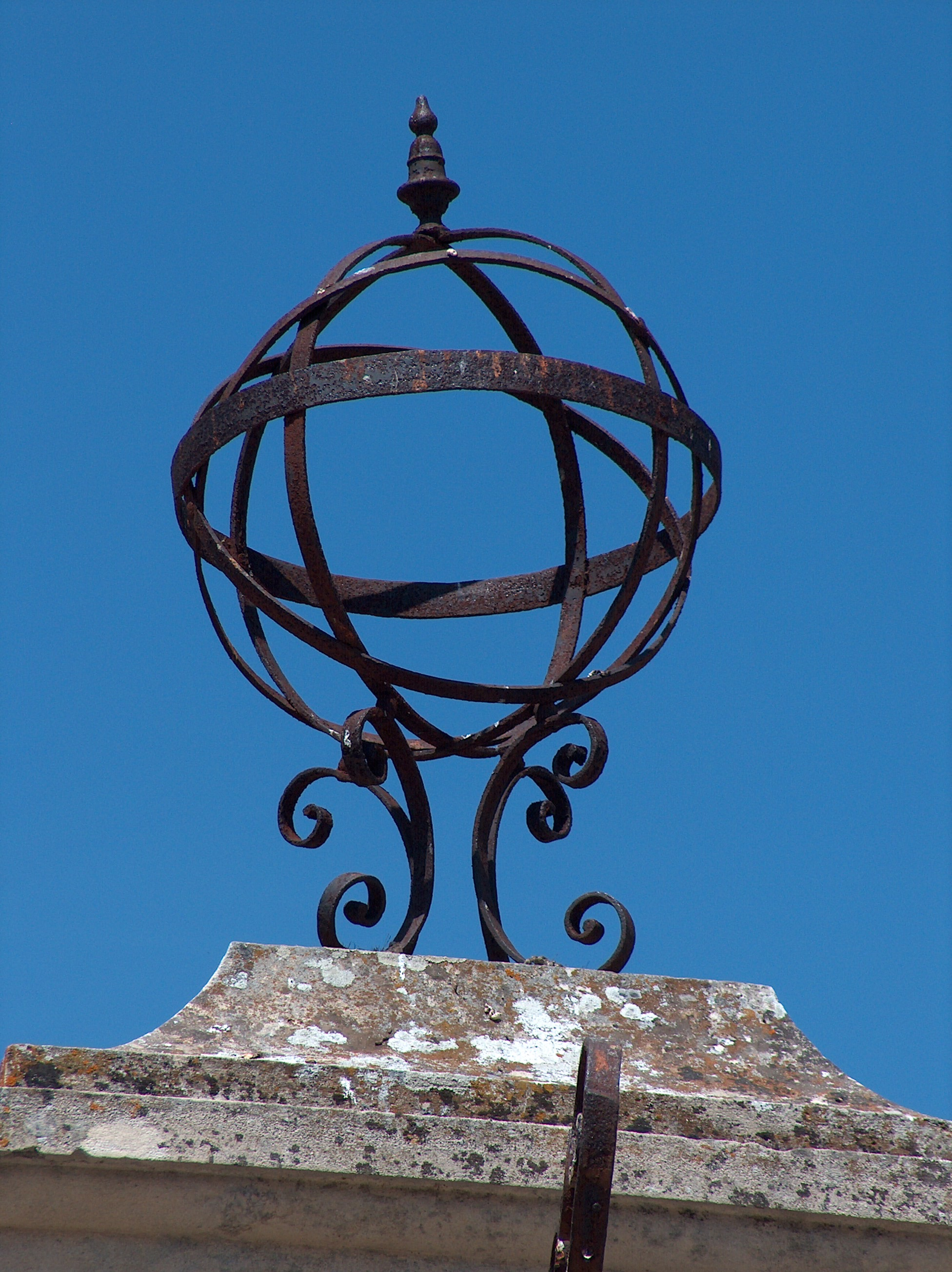
Декор, притаманний м'якому португальському стилю